# Dunántúli vízifutrinka
A dunántúli vízifutrinka (Carabus nodulosus) a futóbogárfélék családjába tartozó, Közép-Európában honos, ragadozó bogárfaj.

## Megjelenése
A dunántúli vízifutrinka testhossza 23-30 mm. Színe fekete, kissé fénylő. Szárnyfedőinek felülete egyenetlen, vaskos hosszanti kiemelkedések húzódnak rajta, amelyeket gödrök szakítanak meg; ezek között sorokba rendeződött szemecskék láthatók.       

## Elterjedése
Közép-Európában honos a Francia-középhegységtől Dél-Németországon és Észak-Olaszországon keresztül a Balkánig. Magyarországon a Dunántúlon (Külső-Somogy, Bakony, Alpokalja, Vértes) ismert néhány állománya. A Kárpátokban a kárpáti vízifutrinka váltja fel, amely külsőre és életmódjában rendkívül hasonló hozzá és néhány szerző egy fajhoz sorolta őket, de egyes morfológiai sajátosságok és a genetikai analízis alapján külön fajnak tekintendő.

## Életmódja
Dombvidékek vízparti élőhelyein fordul elő, jellemzően a patakparti égerligetekben. Az imágó és a lárvája is a sekély vízben vadászik különféle vízi rovarra és lárvákra. Nappal a félig vízben álló kövek, fadarabok alatt húzódik meg. Veszély esetén a vízbe menekül, repülni nem képes. Korhadó égertörzsekben telel.    
Magyarországon védett, természetvédelmi értéke 100 000 Ft.

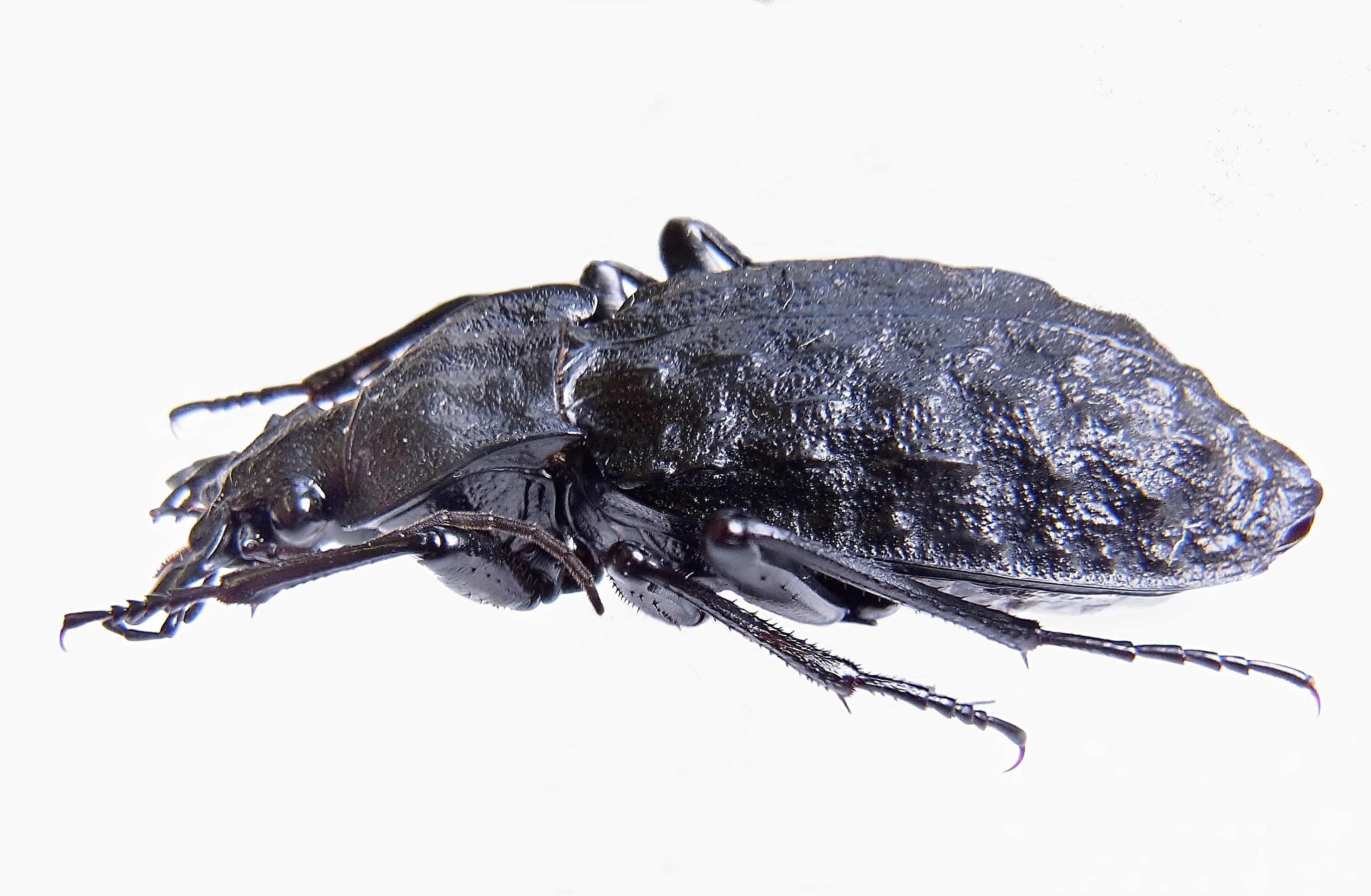
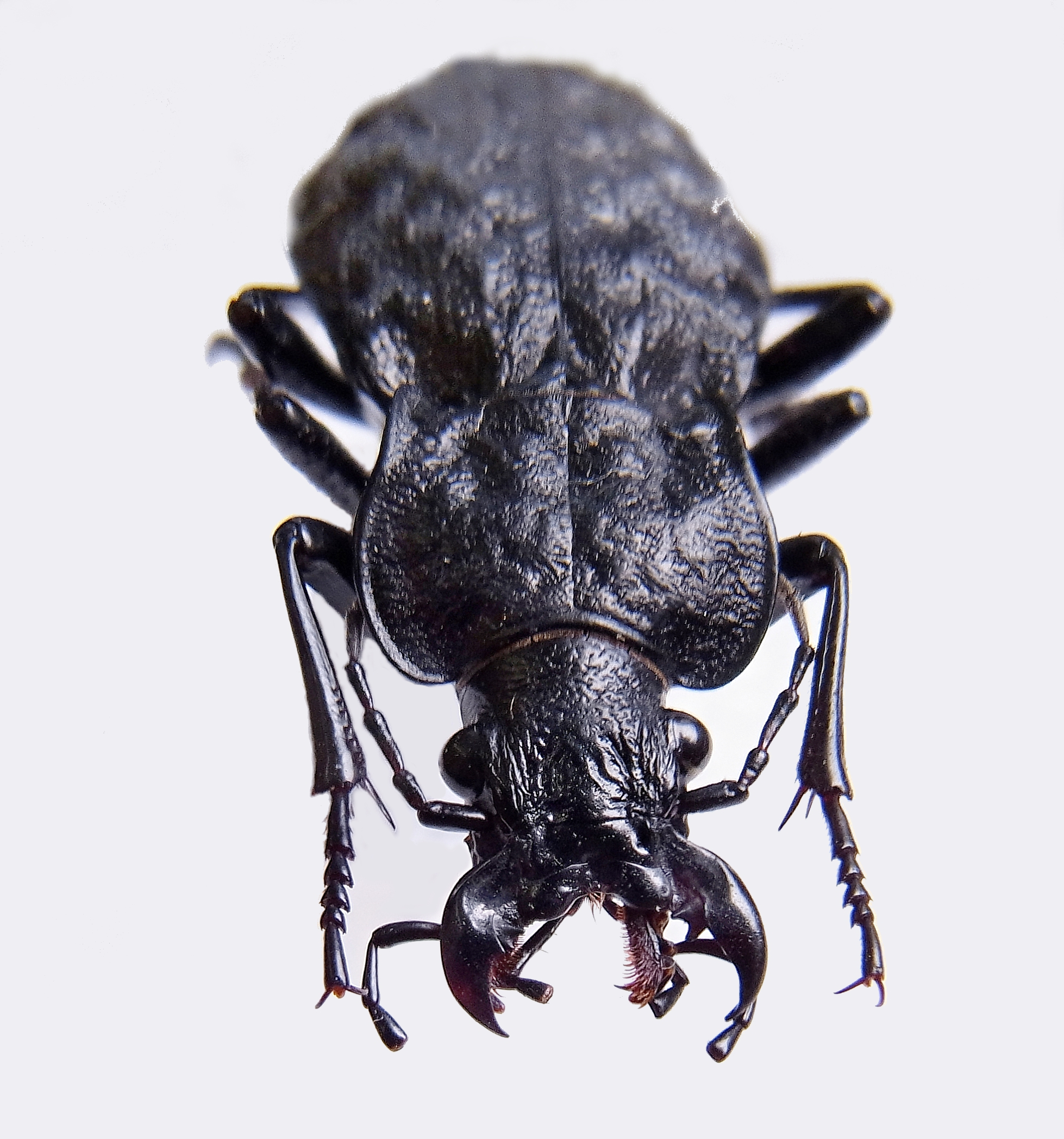
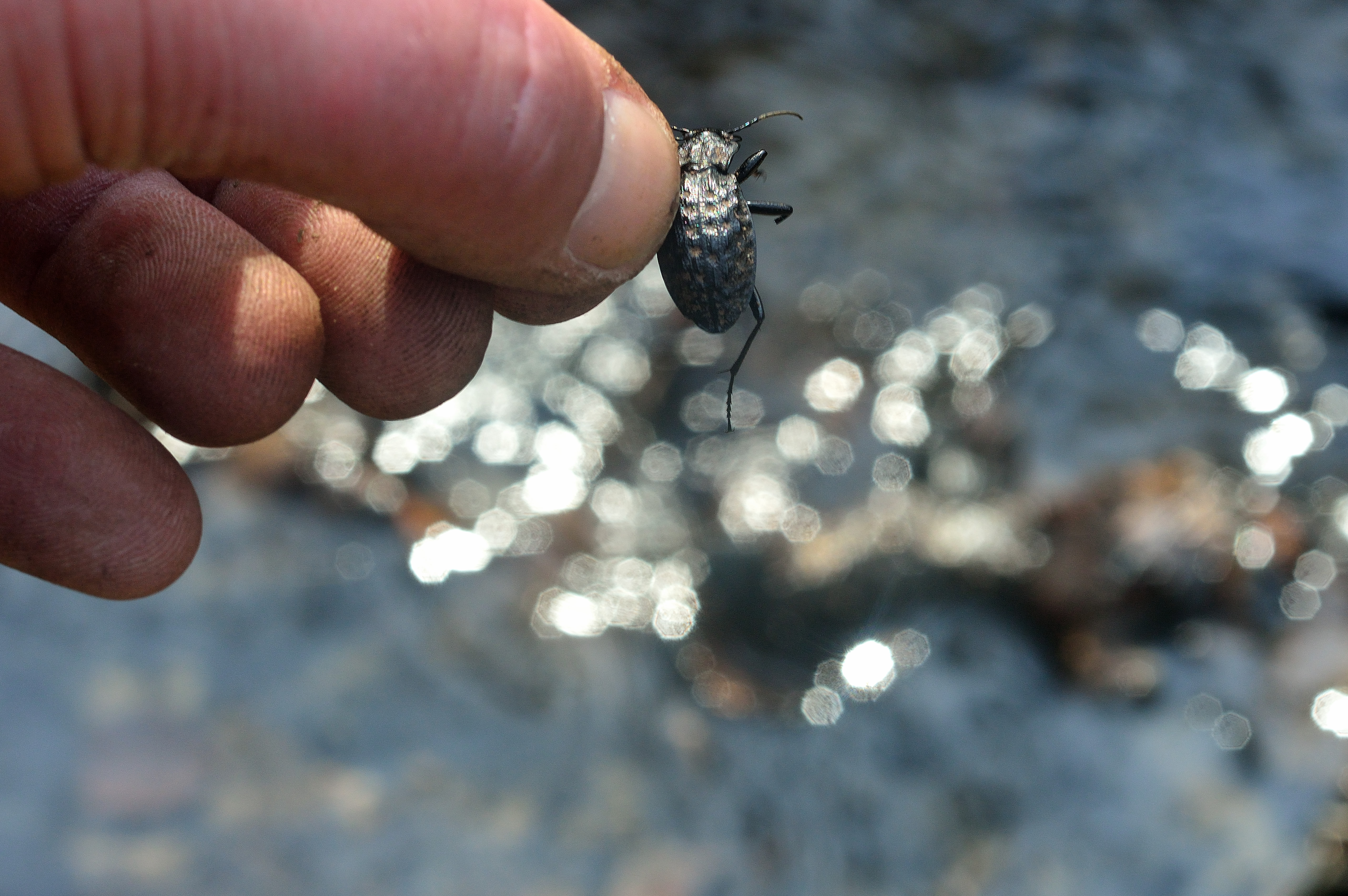